# リャンサ
リャンサ （カタルーニャ語: Llançà）は、スペイン・カタルーニャ州ジローナ県アール・テンポルダー郡に属するムニシピ（基礎自治体）。コスタ・ブラバに面した観光と漁業の町で、スペイン本土では最東端のクレウス岬の北にある。

## 歴史
862年、海賊の攻撃から避難してきたローマ都市アンプリアスの住民が定住地をつくった。10世紀にはバイ・リャンシアナ（Vall Lanciana）の名で呼ばれた。